# Galenika
Galenika a.d. (serb. Галеника а.д.) – serbskie przedsiębiorstwo farmaceutyczne z siedzibą w Zemunie, dzielnicy Belgradu.
Spółka powstała w 1945 roku w Jugosławii, instalacje produkcyjne zostały ukończone w 1947 roku, a 31 lipca 1949 rozpoczęto produkcję penicyliny (Galenika stała się wówczas czwartym wytwórcą tego antybiotyku na świecie).
W 1990 roku Galenika była pierwszym jugosłowiańskim przedsiębiorstwem, które zostało sprywatyzowane. Nabywcą był koncern ICN Pharmaceutical kierowany przez Milana Panića.
W 1999 roku, w czasie rządów Slobodana Miloševića, zakład został znacjonalizowany, co wywołało protesty i akcję strajkową pracowników.
Jako państwowe przedsiębiorstwo Galenika stała się nierentowna, w 2013 roku rząd podjął próbę jej prywatyzacji, ale jedyny oferent, kanadyjska spółka Valeant (powiązana z ICN), wycofała się, wskazując jako przyczynę niechęć lokalnych związków zawodowych.
Do kolejnej próby prywatyzacji doszło w 2017 roku, rząd ogłosił chęć zbycia udziałów w spółce za cenę wywoławczą 1 euro plus pokrycie długów przedsiębiorstwa. Ostatecznie nabywcą została brazylijska spółka farmaceutyczna EMS, która za 93,7% akcji Galeniki zaoferowała 16 mln euro, a także zadeklarowała spłatę długów bankowych w wysokości 25 mln euro oraz odszkodowania dla pracowników, którzy zdecydują się na skorzystanie z programów dobrowolnych odejść.